# Matronae Vallabneihiae
Die Matronae Vallabneihiae (auch Vallamaneihiae oder Vallabneiae) gehören zu den durch Inschriften und bildliche Darstellungen überwiegend in der Provinz Germania inferior belegten Matronae, keltisch-römischen Muttergottheiten.
Ihre Verehrung ist einzig durch drei Inschriften aus Köln bekannt, die 1893 beim alten Domkloster/Unter Fetthennen 8 gefunden wurden.
- Matronis / Vallabnei/hiabus / L(ucius) Acconius / Candidus / pro se et / suis ex im[p(erio)] / ps(arum) v(otum) s(olvit) l(ibens) m(erito)[1]
- Matronis / Valabnei/abus Q(uintus) Pri/minius Appi/us v(otum) s(olvit) l(ibens) m(erito)[2],
- [Matronis] / Vallamenei/hiabus / Iulia [3]geneti / f(ilia) Lella / ex imperio[3]